# LSV Kaufbeuren
Der Luftwaffen SV Kaufbeuren war ein kurzlebiger Sportverein im bayerischen Kaufbeuren, in dem sich auch ein Fliegerhorst der Luftwaffe befand.

## Spielbetrieb
| Liga und Saison        | Platz | Tore | Punkte |
| ---------------------- | ----- | ---- | ------ |
| Gauliga Bayern 1944/45 | 3     | 25:8 | 8–4    |

Die Fußball-Mannschaft war eine Saison zuvor aus der Bezirksliga aufgestiegen und nahm an der Gauliga Bayern 1944/45 in der Staffel Schwaben teil. Die Saison begann im September, wurde aber aufgrund der Endphase des Zweiten Weltkriegs abgebrochen. Bis zum Abbruch der Saison spielte die Mannschaft insgesamt sechs Spiele, aus denen vier Siege und zwei Niederlagen resultierten. Zu diesem Zeitpunkt stand das Team auf dem dritten Tabellenplatz hatte aber im Vergleich zum Führenden, dem TSV Schwaben Augsburg, insgesamt vier Spiele weniger ausgetragen. Hervorzuheben wäre noch, dass die Mannschaft mit einem Durchschnitt von 3,13 und einem Verhältnis von 25:8 zu diesem Zeitpunkt die höchste Torquote der Staffel hatte.
Die Feldhandball-Abteilung der Männer wurde 1944 Meister der Gauliga Schwaben und qualifizierte sich dadurch für die Deutsche Feldhandball-Meisterschaft 1943/44. In dieser schied Kaufbeuren bereits in der 1. Ausscheidungsrunde aus.